# Rafael Villanueva Cortez
Rafael Fernández de Villanueva Cortez (Cajamarca, 30 de noviembre de 1839 - Lima, 1931) fue un profesor, abogado, magistrado y político peruano. Fue Secretario General del Estado (1881-1882), Ministro de Justicia e Instrucción (1900-1901), Ministro de Gobierno (1902-1903 y 1909-1910) y Presidente del Consejo de Ministros (1909-1910). Fue también, senador por Cajamarca en varias ocasiones a lo largo de 50 años (1868-1871, 1876-1881, 1886-1887, 1889-1893, 1895-1902, 1904 y 1911-1917), Presidente del Senado en tres periodos (1898-1899, 1904-1905 y 1912-1913) y vocal de la Corte Suprema.

## Biografía
Hijo de Juan Bautista Fernández de Villanueva y Gregoria Cortez. Cursó sus estudios escolares en el Colegio Nacional San Ramón de su ciudad natal, y aún era alumno cuando se le confió la enseñanza elemental de Matemáticas y, como adjunto, de Geografía Universal.
En 1859 se trasladó a Lima e inició estudios de Jurisprudencia en la Universidad de San Marcos, pero los interrumpió en 1864 al ser destinado a Chota como profesor de Filosofía y director del Colegio Nacional San Juan, donde realizó una extensa reorganización.
Tras graduarse de bachiller en Jurisprudencia en la Universidad Nacional de Trujillo en 1867, volvió a Cajamarca, donde asumió como director del Colegio Nacional San Ramón. Allí introdujo la enseñanza de Física y organizó un gabinete para las prácticas respectivas. Fue, además, profesor de Literatura y Derecho Usual, y de Filosofía. Simultáneamente, fue secretario de la prefectura departamental (1868-1872). En 1870 se recibió como abogado ante la Corte Superior de Cajamarca.
En 1872 inició su carrera política, siendo elegido diputado suplente de su provincia. Luego, en 1876, fue elegido senador por su departamento, función que ejerció hasta 1879.
Tras el estallido de la Guerra del Pacífico, fue secretario del Jefe político y militar de los departamentos del Norte, contralmirante Lizardo Montero, de marzo a noviembre de 1881. Enseguida, asumió como Secretario General del Estado (cargo equivalente a Ministro General), del gobierno interino del mismo Montero, cuando este, en su calidad de vicepresidente, reemplazó al deportado Francisco García Calderón en Cajamarca. Cesó en su función al organizarse un gabinete ministerial, el 4 de enero de 1882, el mismo que se trasladó a Huaraz con Montero.
Firmada la paz con Chile, fue presidente de la Junta Departamental de Cajamarca en 1885. Nuevamente, en 1886, fue elegido senador por Cajamarca, siendo reelegido sucesivamente en 1892 y 1898. Ejerció acentuada influencia, no solo en el parlamento, sino en el gobierno en general. Fue elegido presidente de su Cámara en 1898. Se hallaba tan comprometido en su actividad política, que declinó el cargo de vocal de la Corte Superior de Trujillo en 1897.
Durante el gobierno de Eduardo López de Romaña fue nombrado ministro de Justicia e Instrucción, integrando el gabinete presidido por Domingo Almenara Butler (1900-1901). Renunció para postular a una senaduría por Cajamarca. Luego fue Ministro de Gobierno (1902-1903) en el gabinete encabezado por Eugenio Larrabure y Unanue, ya en el último tramo del gobierno de Romaña. Por entonces ya tenía fama de político enérgico y habilidoso. Le correspondió entonces vigilar las elecciones presidenciales de 1903. Tuvo una intervención decisiva para consolidar la alianza electoral del Partido Civil con el Partido Constitucional y respaldar así la candidatura presidencial de Manuel Candamo, quien ganó las elecciones, aunque gobernó brevemente, pues falleció víctima de una enfermedad en mayo de 1903. En julio de ese mismo año fue nombrado vocal de la Corte Superior de Lima, pero declinó nuevamente asumir una función judicial.
En 1904 fue elegido por segunda vez presidente del Senado,  pero temporalmente suspendió su labor legislativa al ser nombrado, el 10 de diciembre del dicho año, vocal de la Corte Suprema de Justicia, al crearse una vacante por la jubilación de Pedro Alejandrino del Solar.
Tras la intentona golpista del 29 de mayo de 1909 que sufriera el presidente Augusto B. Leguía, fue convocado para ser presidente del Consejo de Ministros y ministro de Gobierno, funciones que ejerció de 8 de junio de 1909 a 5 de marzo de 1910. Emprendió una severa represión, persiguiendo y encarcelando a los responsables del atentado del 29 de mayo. Fue interpelado en el parlamento, motivo por el cual pronunció estas palabras que tuvieron mucha resonancia (sesión del 12 de agosto de 1909):

“El orden público es la suprema necesidad nacional pues la Constitución misma del Estado exige para su cumplimiento la existencia imperturbable del orden de donde se deduce que este es la base de la ejecución de las leyes y del imperio de la Carta fundamental, así es que el orden público prima aún sobre la Constitución”.

Tras sus enérgicas medidas, consideró que el país estaba ya pacificado y, deseando retornar a la magistratura, presentó su renuncia con su gabinete en pleno.

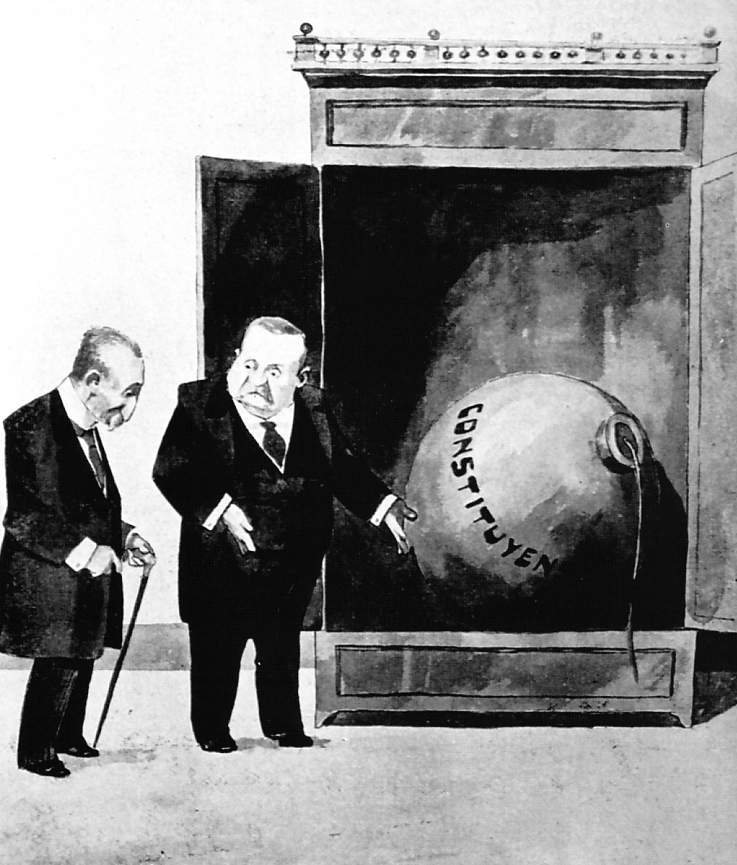
Caricatura de la Revista Variedades, N.º 282, que representa a Rafael Villanueva, Presidente del Senado, junto al presidente Billinghurst. Éste, que entonces sufría la oposición enconada del Congreso, amenaza a Villanueva y le dice que el cartucho de dinamita que le habían colocado en su casa era solo un cohetecillo chino, comparado con este petardito que tengo a prevención que sigan ustedes esterilizando la labor de mi gobierno.

Como magistrado se jubiló en 1911. Ese mismo año fue designado presidente de la junta central directiva del Partido Civil y fue reelegido senador por Cajamarca.
En 1912 ocupó por tercera vez la presidencia del Senado. Ese mismo año, Guillermo Billinghurst asumió la presidencia de la República. En ese momento, el Congreso contaba con una mayoría leguiísta y civilista, que se mostró hostil al presidente, quien a su vez contaba con el apoyo del bajo pueblo. Una turba atentó contra la vida de Villanueva, colocando un cartucho de dinamita en su casa (13 de julio de 1913), y amenazó marchar hacia el recinto del Senado con actitud hostil. En general, se fueron haciendo cada vez más evidentes las desavenencias entre el Ejecutivo y el Legislativo, que llevaron a Billinghurst a sopesar la posibilidad de disolver el Congreso, y luego hacer una consulta plebiscitaria para reformar la Constitución. En respuesta a estos planes, se produjo el golpe de Estado que dirigió el coronel Óscar R. Benavides (4 de febrero de 1914).
Como senador, Villanueva se opuso al golpe militar de 1914 y sostuvo enérgicamente que el Poder Ejecutivo debía ser asumido por el primer vicepresidente, Roberto Leguía, pues esa era la salida constitucional.  Sin embargo, este personaje, por ser hermano del expresidente Augusto B. Leguía, causaba rechazo entre los golpistas, quienes impusieron a Benavides como presidente provisorio. Villanueva fue apresado y a pesar de sus fueros permaneció encerrado durante ocho días (de 15 a 23 de mayo de 1914).
En 1915 dio su apoyo a la candidatura presidencial de José Pardo y Barreda, que triunfó e inauguró su segundo gobierno, que sería el último del partido civil.
Villanueva continuó siendo senador de la República, y pese a los requerimientos del electorado cajamarquino, declinó postular a una enésima reelección senatorial en 1918, debido a su avanzada edad. Se retiró de toda función pública y falleció en 1931, a la avanzada edad de 92 años.